# Філіпповка (Ілецький район)
Філі́пповка (рос. Филипповка) — селище у складі Ілецького району Оренбурзької області, Росія.

## Населення
Населення — 16 осіб (2010; 92 у 2002).
Національний склад (станом на 2002 рік):
- казахи — 64 %
- росіяни — 35 %